# 亚洲美食频道
亚洲美食频道（英語：Asian Food Network, AFN，原名）是Discovery Asia-Pacific旗下的东南亚付费电视频道和网站。2005年开播，该频道提供以亚洲美食为主的多套美食节目。

## 历史
亚洲美食频道由吳賢（投资银行家）和玛丽亚布朗（英国广播公司记者）于2005年共同创立（此计划早在2004年就以开始规划）。 创办者旨在在亚洲引入美食频道。该台以“Asian Food Channel”的呼号开台，是亚洲第一个付费美食频道。
该频道的内容最初是均为外购（包括来自新传媒的《Meat and Greet》和《Singapore Flavours》等节目）。 2009年，它在新加坡乌节中心创立AFC工作室。此工作室允许粉丝购买品牌商品，也用于创作原创内容（例如《Great Dinners Of The World》和《Big Break》） 。到2013年，该台在12个市场拥有1.3亿观众。
Scripps Networks Interactive于2013年收购该频道。 2018 年，探索传播收购Scripps Networks Interactive，此频道亦成为探索传播的一部分，2021 年，频道母公司探索传播将与从AT&T分拆出来的华纳媒体合并，组成华纳兄弟（Warner Bros）。Discovery因此使该台与HBO 、Cinemax、华纳电视、CNN、Pogo、Oh!K和世界遗产频道组成姊妹网络。该频道于2019年改呼“Asian Food Network”，并加大对数字内容的投入。截至2019年11月，该频道拥有逾400万的移动观众。

## 节目
亚洲美食频道提供广泛的国际食品节目内容组合，如英、美、加、欧洲及澳大利亚，以及来自韩国、日本、中国大陆、菲律宾、台湾、马来西亚、印度尼西亚、新加坡和泰国的食品。
频道播出的大部分节目都配有字幕，部分英语节目提供中文字幕（比如SkyCable）。其他英语节目无配备字幕（例如Cignal）。

## 知名厨师/主持人
| 人名                               | 主持节目 |
| ---------------------------------- | --- |
| 安娜·奥尔森                        | 《糖》《和 Anna Olson 一起烘焙》《和 Anna Olson一起烘焙》, 《Anna Olson 的灵感》《Anna Olson 的厨房点心》《Anna Olson 的新鲜美食》  |
| 谢森连                             | 《谢尔森家庭厨房 （页面存档备份，存于）》《5 Rencah 5 Rasa （页面存档备份，存于）》《世界美食大餐》《现实生活: Rise Above w Style》 |
| 莎拉·黄本杰明                      | 《为爱烹饪》《简单特餐》《美味甜点》《亚洲必试》《GR848》《刚从日本起飞！》《葡萄牙最佳》                                           |
| 伊利苏莱曼                         | 《伊犁家宴》《家常菜：马来西亚》《伊犁海边》《伊犁茶园日记》                                                                        |
| 杰森·杨 （页面存档备份，存于）     | 与 Jason 一起品尝 （页面存档备份，存于）, Jason Tastes Asia （页面存档备份，存于）, Axian's Food Adventures （页面存档备份，存于）  |
| 凛凛马林卡                         | 《回到街头：雅加达》《美妙的印度尼西亚风味》《亚洲家常菜：印度尼西亚》                                                              |
| 戈登·拉姆齊                        | 《戈登的终极家庭烹饪》，《戈登拉姆齐的终极烹饪课程》                                                                                |
| 安东尼·波登                        | 《波登不設限》 |
| 奈杰拉·劳森                        | 《Nigella Bites》 |
| 保罗好莱坞                         | 《保罗好莱坞城市烘焙》，《大英烤焗大賽》                                                                                            |
| 查克休斯                           | 《查克的休息日》 |
| 苏帕金斯                           | 《厨师的问题》《文化秀》《大咒语》《大英烤焗大賽》                                                                                  |
| 罗杰·穆金                          | 《人，火，食物》 |
| 雷扎·M。 （页面存档备份，存于）    | 《礼萨·马哈茂德都香料王子：泰国》《礼萨的越南香料王子》                                                                             |
| 尼克迈克尔 （页面存档备份，存于）  | 《为爱做饭》 |
| 蒂亚·莫瑞                          | 《蒂亚·莫瑞在家》 |
| 西巴·姆通加纳                      | 《西巴的桌子》 |
| 贾斯汀斯科菲尔德                   | 《贾斯汀斯科菲尔德的日常美食》 |
| 阿德里安·理查森                    | 《好厨师坏厨师》 |
| 罗西曼斯菲尔德                     | 《好厨师坏厨师》 |
| 尼克·史密斯 （页面存档备份，存于） | 《街头小吃》 |
| 朱迪·朱                            | 《韩国菜变得简单》 |
| 雷祖万·本·伊斯梅尔                 | 《从花园到厨房Best Wan》 |
| 托比·普托克                        | 《美妙的印度尼西亚风味》 |
| 威尔梅里克                         | 《重返街头：雅加达》 |
| 尤达布斯塔拉                       | 《亚洲家庭烹饪：印度尼西亚城市厨师》                                                                                                |
| 波恩萨克                           | 《食物来源》 |
| 帕蒂·吉尼奇                        | 《帕蒂的墨西哥餐桌》 |
| 黛比黄 （页面存档备份，存于）      | 《厨房快餐》《美味》《亚洲美食大战》《Debbie's Desserts》《亚洲深夜指南》                                                           |
| 甄文達                             | 《甄文達最爱的亚洲料理》 |